# Santa Elena (kanton)
Santa Elena – kanton w Ekwadorze, w prowincji Santa Elena. Stolicą kantonu jest Santa Elena.